# Thomas Picton
Thomas Picton (Poyston, 24 agosto 1758 – Waterloo, 18 giugno 1815) è stato un generale gallese.
Combatté un gran numero di campagne nell'esercito britannico sino a raggiungere il rango di tenente generale.  Egli è soprattutto ricordato per i suoi atti sotto il Duca di Wellington nella Guerra nella penisola iberica e nella battaglia di Waterloo, ove venne mortalmente ferito da un colpo di moschetto che lo prese in testa forandogli il cilindro (non essendogli giunta l'uniforme dal Regno Unito, Picton combatté a Waterloo in redingote). Fu l'ufficiale britannico di grado più elevato morto a Waterloo.

## Biografia

### I primi anni

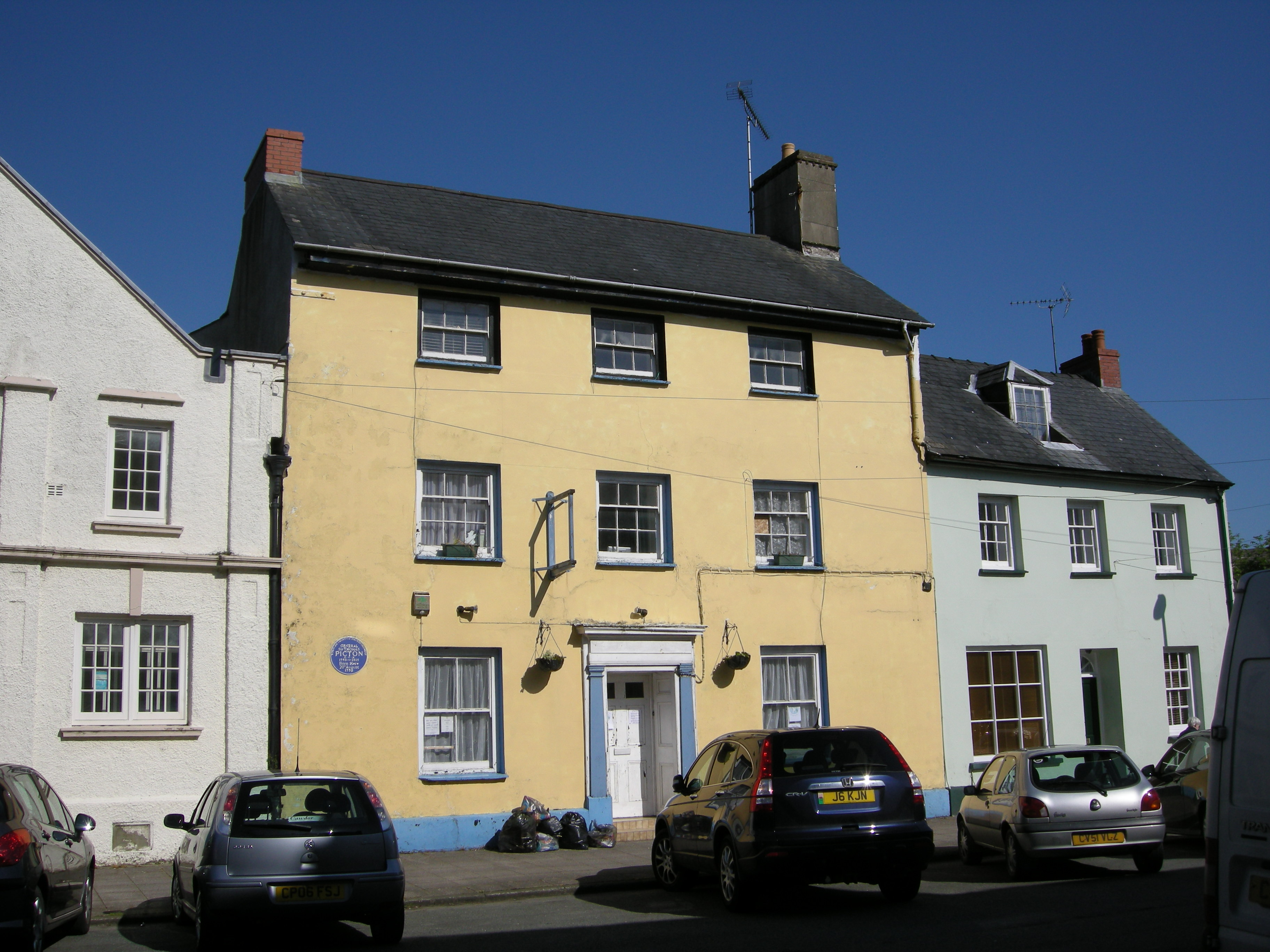
Casa natale di Thomas Picton a Hill Street, Haverfordwest, segnalata da una blue plaque commemorativa. La casa è successivamente divenuta il Dragon Hotel.

Thomas Picton era il settimo di dodici figli di Thomas Picton (1723–1790) di Poyston, Pembrokeshire, Galles, e di sua moglie, Cecil nata Powell (1728–1806). Egli nacque a Haverfordwest, nel Pembrokeshire (probabilmente) il 24 agosto 1758. Nel 1771 egli entrò a far parte del British Army ed ottenne la commissione come alfiere del 12th Regiment of Foot, ma egli non vi entrò a far parte ufficialmente se non due anni dopo. Il reggimento venne quindi posto di stanza a Gibilterra, ove egli rimase sino a quando non raggiunse il grado di capitano nel gennaio del 1778 quando venne trasferito 75th, facendo così ritorno in patria.
Il reggimento venne sciolto cinque anni più tardi e Picton domò un ammutinamento tra gli uomini dell'ex reggimento ottenendo in parola il rango di maggiore come ricompensa. Egli ad ogni modo non ricevette mai questa promozione, e dopo essersi ritirato nella residenza di suo padre per dodici anni, Nel 1794 decise di partire alla volta delle Indie occidentali con Sir John Vaughan, comandante in capo che lo rese suo aiutante di campo e gli diede il comando come capitano del 17th foot. Poco dopo venne promosso maggiore del 58th foot.

### La carriera nel Nuovo Mondo
Sotto sir Ralph Abercromby, che succedette a Vaughan nel 1795, egli presenziò alla cattura di Saint Lucia (dopo la quale venne promosso tenente colonnello del 56th Foot) e poi di Saint Vincent.
Dopo la conquista di Trinidad, Abercromby nominò Picton governatore dell'isola. Per i successivi cinque anni egli mantenne l'isola con una guarnigione che egli considerava inadeguata contro i continui tentativi di riconquista operati dagli spagnoli. Dava ordini con azioni vigorose e talvolta con arbitraria brutalità. Nell'ottobre del 1801 venne nominato brigadiere generale. Durante i negoziati che portarono alla Pace di Amiens, molti abitanti britannici dell'isola richiesero il ritorno di Trinidad alla Spagna, ma le pressioni di Picton e di Abercromby riuscirono a far mantenere la conquista all'Inghilterra.
Il motivo di questa scelta era il difficile governatorato che Picton aveva inaugurato e che più volte gli aveva portato l'odio profondo degli abitanti che avevano chiesto la sua rimozione (Picton era inoltre accusato forse non a torto di speculare nella vendita di terra e schiavi). Successivamente, Trinidad subì nuovi cambiamenti dopo la caduta del governo Pitt e l'ascesa del governo Addington, dal momento che quest'ultimo primo ministro non era intenzionato a supportare lo sviluppo di un'economia di piantagione come voluto da Picton. Nel 1802, William Fullarton (1754–1808) venne nominato membro anziano di una commissione con lo scopo di governare l'isola, Samuel Hood divenne secondo membro e Picton stesso passò al terzo posto.
Fullarton aveva uno passato diverso da quello di Picton. Egli proveniva da una ricca famiglia di proprietari terrieri scozzesi ed era un parlamentare Whig, membro della Royal Society, un proprietario terriero egli stesso e patrono di Robert Burns. Egli era stato anche diplomatico prima di partecipare alla Guerra d'indipendenza americana raggruppando un reggimento di cui divenne colonnello. Egli concluse la guerra in India comandando un esercito di 14 000 uomini nelle operazioni contro Tippu Sultan. Il nuovo segretario di stato per le colonie, Lord Hobart era strettamente legato a Fullarton anche per le visioni politiche in comune.
La politica di Picton sull'isola era stata basata secondo le sue stesse parole sul "lasciate che ci odino abbastanza da temerci", ma decadde presto con Fullarton. Il nuovo governatore inizio una serie di inchieste aperte circa i fatti che coinvolgevano Picton. Picton venne quindi costretto a dare le proprie dimissioni, seguito a breve da Hood (1803).
Picton seguì Hood nelle operazioni militari a St Lucia e Tobago, prima di tornare nel Regno Unito per affrontare le conseguenze delle accuse mossegli da Fullarton. Nel dicembre del 1803 egli venne arrestato per ordine del Privy Council e prontamente rilasciato dopo il pagamento di una cauzione di 40 000 sterline.
Le principali accuse che avevano portato addirittura il Privy Council ad occuparsi del caso di Picton erano basate sull'eccessiva crudeltà nella detenzione e nella punizione di quanti praticassero la obeah, in particolar modo nei confronti degli schiavi, e molte esecuzioni sospette senza processo. Solo quest'ultima accusa in realtà pare avesse interessato seriamente il Privy Council, contro la quale Picton si giustificò asserendo che le leggi di Trinidad, che ancora ricalcavano quelle spagnole del periodo coloniale precedente, dichiaravano per l'isola lo 'stato d'assedio' il che giustificava l'immediata esecuzione in casi specifici.
Egli venne comunque costretto al processo a King's Bench presso Lord Ellenborough nel 1806 con una sola accusa; la colpa di avere nel 1801 ordinato la tortura ed avere illegalmente estorto una confessione a Luisa Calderon, una giovane ragazza mulatta libera sospettata di aver assistito il suo amante nell'averlo aiutato a derubare la casa di suo marito, guadagnandone illecitamente circa 500 sterline. La tortura doveva essere in realtà richiesta per iscritto da un magistrato locale e poi approvata per iscritto dallo stesso Picton. La tortura applicata ("picketing") era una versione della punizione militare inglese e consisteva nel far rimanere il condannato appeso ad un albero per le mani con il solo appoggio a terra di un paletto dalla testa piatta conficcato nel terreno. Luisa venne condannata per due giorni a questo supplizio, la prima di una sessione di 55 minuti, la seconda di 25 il giorno successivo.
L'avvocato di Picton, oltre a rimarcare come la legge spagnola rendesse legal la tortura, sottolineò che la ragazza era sufficientemente adulta da poter sopportare legalmente la tortura. Il verdetto portò all'assoluzione di Picton, ma la corte si pronunciò duramente contro qualsiasi atto di tortura malgrado le permissioni della legge spagnola. Per il sostegno di cui godeva presso alcuni amici nel mondo militare, le spese legali di Picton vennero sostenute da molti e nel 1809 egli venne promosso maggiore generale e governatore di Flusing nei Paesi Bassi, durante la Spedizione di Walcheren.

### Il servizio in Europa
Nel 1810, su richiesta di Wellington, egli venne nominato comandante di una divisione in Spagna. Per i restanti anni della Guerra della penisola iberica, Picton fu uno dei principali subordinati di Wellington. Il comandante in capo, è vero, non ripose mai in lui la confidenza che dava a Beresford, Hill e Robert Craufurd, ma in maniera risoluta, nell'esecuzione puntuale degli ordini assegnatigli, Picton non aveva eguali nell'esercito. Il suo debutto in Europa, malgrado tutto, non fu felice: presso il fiume Côa nel luglio del 1810, la divisione di Craufurd venne coinvolta in un'azione e Picton, che era l'ufficiale di comando più vicino a lui, si rifiutò di supportarlo, dal momento che gli ordini personali di Wellington erano quelli di evitare qualsiasi combattimento. Poco dopo, ad ogni modo, a Busaco, Picton trovò la sua prima grande opportunità per distinguersi. Qui ebbe il compito di respingere l'attacco francese e portò avanti a dovere questo compito.
Dopo l'inverno passato nelle linee di Torres Vedras, prese parte alla Battaglia di Fuentes de Oñoro. Nel settembre di quell'anno egli ottenne il rago di tenente generale, e nello stesso mese ottenne grande onore nella delicatezza del ritiro delle sue truppe dal combattimento a El Bodon. Nell'ottobre successivo, Picton venne nominato colonnello del 77th Regiment of Foot.
Nelle prime operazioni del 1812 Picton e Craufurd, fianco a fianco per l'ultima volta, conquistarono Ciudad Rodrigo, ove persero la vita lo stesso Craufurd ed il secondo in comando di Picton, il maggiore generale Henry Mackinnon. A Badajoz, un mese dopo, egli riuscì ad occupare la fortezza locale con la sua 3rd Division. Egli venne ferito durante l'assedio ma trovò il modo di distinguersi ancora una volta quando, dopo la vittoria, diede ad ogni singolo uomo della sua divisione una ghinea come premio per il valore dimostrato. La ferita ed un improvviso attacco di febbre lo costrinsero presto a tornare in Gran Bretagna per recuperare la sua salute, ma egli riapparse al fronte già nell'aprile del 1813. In patria ottenne la fascia dell'Ordine del Bagno dal principe reggente Giorgio di Gran Bretagna e venne nominato tenente generale d'esercito nel giugno di quell'anno.
Alla Battaglia di Vitoria, Picton guidò la sua divisione du un ponte chiave sotto pesante fuoco nemico. Secondo Picton, il nemico dava risposta all'assalto della sua 3ª divisione con 40/50 cannoni, il che gli causò la perdita di 1.800 uomini (un terzo di tutte le perdite degli alleati nella battaglia). La condotta della 3ª divisione sotto il suo comando alla Battaglia di Vitoria e gli scontri sui Pirenei gli concessero la reputazione di grande ed abile comandante sul campo. All'inizio del 1814 gli venne offerto il comando delle forze britanniche operanti in Catalogna, ma consultatosi con Wellington, Picton decise di declinare l'offerta. Egli partecipò invece alla Campagna di Orthez ed alla vittoria finale a Tolosa.
All'inizio del 1815, per la sua grande distinzione nei combattimenti in Spagna e per il rinnovamento dei gradi dell'ordine stesso, egli venne nominato Cavaliere di Gran Croce dell'Ordine del Bagno di cui già era stato investito in precedenza come compagno cavaliere.

### La morte a Waterloo

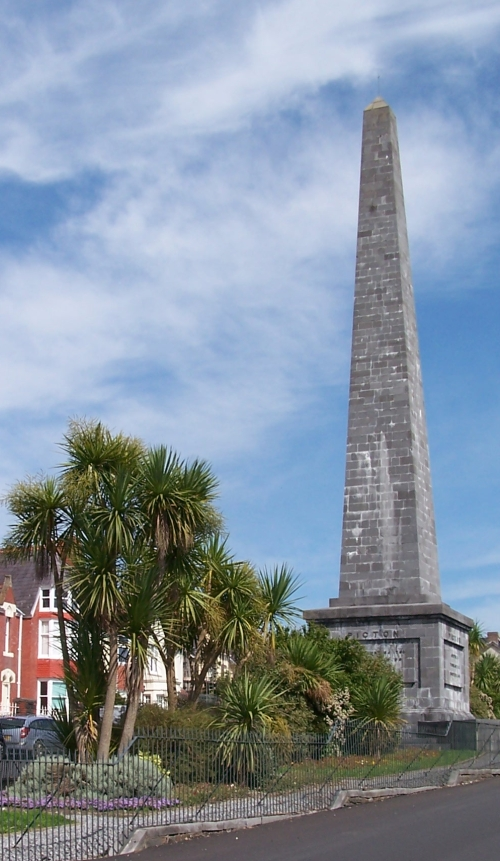
Monumento a Picton presso Carmarthen

Quando Napoleone tornò dall'isola d'Elba, Picton, su richiesta di Wellington, accettò l'alto comando dell'esercito anglo-olandese. Era stato pesantemente ferito alla battaglia di Quatre Bras il 16 giugno, ma si era ripreso facilmente ed era tornato al comando delle sue truppe. Il suo nome comparve dunque tra gli invitati al Ballo della duchessa di Richmond che si tenne il 15 giugno, la sera della battaglia di Quatre Bras.
A Waterloo due giorni dopo, mentre si trovava al comando della 5th Infantry Division, nel tentativo di schiacciare con valore "uno dei più pesanti attacchi del nemico alle nostre posizioni", venne colpito alla tempia da una palla di moschetto, rendendolo la vittima di più alto grado nella battaglia tra le forze alleate. Dal momento che la sua uniforme non era giunta in tempo, egli aveva dovuto combattere la battaglia in redingotte. Il folklore gallese riporta che prima della sua morte il suo cappello gli fosse stato portato via da una palla di cannone, ma questo particolare non è supportato da alcuna fonte storica. Secondo un'altra leggenda, Picton non era in redingotte, bensì nella sua tenuta da notte e che si era messo in testa il cilindro perché era l'unica copertura che avesse trovato. Un'altra versione ancora vuole che sia stato uno dei suoi uomini a colpirlo per il tanto odio che la truppa aveva verso di lui. Nessuna di queste versioni è stata supportata da fonti.
Annunciando la morte di Picton nel suo tipico stile laconico, Wellington scrisse al Ministro della Guerra, Lord Bathurst:
Vostra signoria osserverà come una tale disperata azione non poteva essere combattuta e che nessun vantaggio ne poteva derivare senza una grande perdita; inoltre sono desolato in aggiunta per la morte del tenente-generale sir Thomas Picton, ufficiale che Sua Maestà ha perduto e che in diverse occasioni aveva avuto modo di distinguersi in servizio; ed egli è caduto, gloriosamente, guidando la sua divisione in carica con le baionette, in uno dei più terribili attacchi del nemico alle nostre posizioni.
Il suo corpo venne riportato a Londra e sepolto nella cappella di famiglia nella Chiesa di St George's, Hanover Square. Gli venne eretto un monumento pubblico alla memoria nella St Paul's Cathedral, per ordine del parlamento, e nel 1823 gliene venne eretto un altro a Carmarthen con una sottoscrizione, a cui anche il re contribuì con un centinaio di ghinee.